# NGC 450
NGC 450 je galaksija u zviježđu Kit.

## Vanjske poveznice
- SEDS: NGC 450